# Ricky Yu Qi
Ricky Yu Qi (* 3. Juni 1969) ist ein chinesischer Badmintonspieler, der später für Australien startete. 

## Karriere
Yu Qi stand von 1992 bis 1997 in der chinesischen Nationalmannschaft. Er gewann 1993 die Ostasienspiele im Herrendoppel mit  Jiang Xin. 1993 nahmen beide an der Badminton-Weltmeisterschaft und belegten dort Platz 17. Bei den Australia Open 2003 wurden sie, mittlerweile für Australien startend, Fünfte. Nach der aktiven Karriere begannen beide eine Trainerlaufbahn.

## Sportliche Erfolge
| Saison | Veranstaltung     | Disziplin    | Platz | Name              |
| ------ | ----------------- | ------------ | ----- | ----------------- |
| 1993   | Ostasienspiele    | Herrendoppel | 1     | Jiang Xin / Yu Qi |
| 1993   | Weltmeisterschaft | Herrendoppel | 17    | Jiang Xin / Yu Qi |
| 2003   | Australia Open    | Herrendoppel | 5     | Jiang Xin / Yu Qi |